# Smekkleysa
Bad Taste (conosciuta come Smekkleysa in islandese, che letteralmente significa pessimo o insipido) è una delle più importanti etichette indipendenti d'Islanda; localizzata a Reykjavík e conosciuta globalmente per aver prodotto The Sugarcubes, essa pubblica anche libri, cortometraggi, cartoline e souvenir dell'Islanda. Bad Taste non deve però essere confusa con la Bad Taste Records, un'altra etichetta discografica basata in Svezia.

## Storia
Dopo la bancarotta della Gramm Records, e la fine dei KUKL, uno dei più importanti gruppi islandesi degli anni ottanta, Einar Örn Benediktsson, uno dei cantante dei KUKL, Ásmundur Jónsson e Dóra Einarsdóttir della Gramm, con altri ex-musicisti dei KUKL e un gruppo surrealistico chiamato "Medúsa", si accordarono per creare un'etichetta chiamata Smekkleysa nel 1986. Più tardi, essa fu rinominata nella sua traduzione inglese Bad Taste, in onore al manifesto di Pablo Picasso: “Il gusto e la frugalità sono nemici della creatività”.
Il primo lavoro della Smekkleysa fu una cartolina disegnata da Friðrik Erlingsson, che al tempo era il chitarrista dei Sykurmolarnir (The Sugarcubes in islandese), una band guidata da Einar Örn e Björk. Quest'opera d'arte conteneva il volto di Mikhail Gorbachëv e Ronald Reagan, una mappa d'Islanda e le bandiere dell'USSR e degli Stati Uniti come sfondo, questo per il Summit di Pace tenuto a Reykjavík nell'ottobre 1986. Circa 5 000 copie di quest'immagine furono vendute e i fondi furono usati dal gruppo per produrre il loro primo disco, un singolo su vinile intitolato Einn Mol'á Mann (“Un Cubo per Persona”) che conteneva la versione islandese di "Birthday" e "Cat", due canzoni che sarebbero poi apparse nel loro primo album, Life's Too Good nel 1987 con la Elektra Records; un album che servì a promuovere internazionalmente The Sugarcubes.

Comunque, Einn Mol'á Mann non vendette come ci si attendeva, poiché il rock alternativo ha sempre raggiunto con difficoltà il pubblico e la maggior parte delle band underground erano solite vendere i propri dischi in pochi punti dedicati.
Quando The Sugarcubes raggiunsero un accordo con la One Little Indian Records, una nuova etichetta creata da Derek Birkett, i loro introiti crebbero con la pubblicazione di Birthday, con il primo singolo pubblicato in Inghilterra, che fu scelto come canzone della settimana da Melody Maker.
Tutti i soldi guadagnati da The Sugarcubes furono innanzitutto usati per altri progetti e per sostenere le band che li seguivano in tour. Ma prima della fine degli anni ottanta, fu chiaro che la fine dei Sugarcubes era vicina, e Björk pubblicò un disco jazz nel 1990 intitolato Gling-Gló in un gruppo chiamato Björk Guðmundsdóttir & Tríó Guðmundar Ingólfssonar che ebbe vita breve.
La crescita della Bad Taste rallentò dopo la fine dei Sugarcubes nel  1992 e nonostante raggiunsero un accordo con i Sigur Rós, la band si sposto da un'etichetta inglese (sebbene Bad Taste ancora gestisca il loro mercato islandese). Questo accadde perché i contratti stilati dalla Bad Taste permettevano ai propri artisti di andare, per lavori successivi, con altre etichette. Oggi, le cose sono differenti e Bad Taste mantiene i primi diritti dell'album successivo per ogni artista che produce, sebbene venga mantenuta la più completa libertà artistica.
Tra altri progetti della Bad Taste possiamo trovare una stazione radio chiamata Skratti (Diavolo), un ristorante chiamato Drullupytturinn (“La Buca di Fango”), ma nessuno di questi divenne poi realtà. Un negozio di dischi nominato come l'etichetta è presente a Reykjavík, e il sistema di ordini postale Smekkleysa ha funzionato per oltre 15 anni.